# Coroma
Coroma ist eine Ortschaft im Departamento Potosí im südamerikanischen Andenstaat Bolivien.

## Lage im Nahraum
Coroma ist zentraler Ort des Kanton Coroma im Municipio Uyuni in der Provinz Antonio Quijarro. Die Ortschaft liegt auf einer Höhe von 3819 m am Ufer des Río Coroma am östlichen Rand der Schwemmlandebene des Río Marquez, der etwa 45 Kilometer nördlich von Coroma in den südlichen Teil des Poopó-See mündet.

## Geographie
Coroma liegt auf dem bolivianischen Altiplano zwischen der Cordillera Occidental im Westen und der Cordillera Central im Osten. Das Klima der Region ist arid und ein typisches Tageszeitenklima, bei dem die mittlere Temperaturschwankung im Tagesverlauf deutlicher ausfällt als im Ablauf der Jahreszeiten.
Die mittlere Durchschnittstemperatur der Region liegt bei knapp 9 °C (siehe Klimadiagramm Pampa Aullagas) und schwankt nur unwesentlich zwischen 5 °C im Juni und Juli und 11 °C von November bis März. Der Jahresniederschlag beträgt rund 300 mm, bei einer ausgeprägten Trockenzeit von April bis Oktober mit Monatsniederschlägen unter 10 mm, und nur wenigen Monaten mit ausreichender Feuchtigkeit, der niederschlagsreichste Monat ist der Januar mit knapp über 70 mm Monatsniederschlag.

## Verkehrsnetz
Coroma liegt in einer Entfernung von 284 Straßenkilometern nordwestlich von Potosí, der Hauptstadt des Departamento.
Von Potosí aus führt die Nationalstraße Ruta 1 nach Nordwesten über Tarapaya, Yocalla und Ventilla und erreicht nach 203 Kilometern die Stadt Challapata. Von hier aus führt die Ruta 30 in südlicher Richtung über Santiago de Huari und Sevaruyo Richtung Uyuni am gleichnamigen Salzsee Salar de Uyuni. Zweiundzwanzig Kilometer südlich von Sevaruyo zweigt eine Nebenstraße in östlicher Richtung nach Coroma ab.

## Bevölkerung
Die Einwohnerzahl der Ortschaft ist in den vergangenen beiden Jahrzehnten auf fast das Doppelte angestiegen:
| Jahr | Einwohner | Quelle       |
| ---- | --------- | ------------ |
| 1992 | 149       | Volkszählung |
| 2001 | 125       | Volkszählung |
| 2012 | 251       | Volkszählung |
| 2024 |           | Volkszählung |

Die Region weist einen hohen Anteil an Quechua-Bevölkerung auf, im Municipio Uyuni sprechen 43,4 Prozent der Bevölkerung Quechua.